# Алпска коза
Алпска коза или француска алпска коза (Алпине) је раса домаће козе, која потиче из француских Алпа. Код стварања ове расе коришћена је дугогодишња селекција високе производње млека, због чега спада међу најмлечније расе коза. Раса је призната пре 75 година. На први поглед ова раса личи на јелена, има живахне очи, уши су усправне, а нос је обично плав. Има широк дијапазон боја и обележја, боја варира од беле, сиве, смеђе, црне, до црвене, али могућа је појава комбинација ових боја на истој јединки, међутим, расне карактеристике алпске козе су обавезна црна леђна линија, тамни трбух, црни доњи делови ногу, кратка и сјајна длака, такође не сме имати мале (чуљаве) али ни оборене уши. Француска алпска коза је крупна животиња и грубље је грађе и веома отпорна и прилагодљива на различите услове гајења. Висина гребена код женских грла износи 70-80 цм, а мушких 90-100 цм. Дужина трупа износи 80-90 цм у женских, а 100 цм код мушких грла. Просечна тежина женке је од 60-80 kg, а јарца 80-100 kg. Млечност коза ове расе износи 500-800 литара у току једне лактације која траје око 280 дана. 